# لوك ماكدوغال
لوك ماكدوغال (بالإنجليزية: Luke MacDougall)‏ هو لاعب دوري الرغبي أسترالي، ولد في 5 فبراير 1982 في سيدني في أستراليا.